# グリジニャーノ・ディ・ゾッコ
グリジニャーノ・ディ・ゾッコ（伊: Grisignano di Zocco）は、イタリア共和国ヴェネト州ヴィチェンツァ県にある、人口約4,300人の基礎自治体（コムーネ）。

## 地理

### 位置・広がり

#### 隣接コムーネ
隣接するコムーネは以下の通り。括弧内のPDはパドヴァ県所属を示す。
- カミザーノ・ヴィチェンティーノ
- カンポドーロ (PD)
- グルーモロ・デッレ・アッバデッセ
- メストリーノ (PD)
- モンテガルダ
- ヴェッジャーノ (PD)

### 気候分類・地震分類
気候分類では、zona E, 2275 GGに分類される。
また、イタリアの地震リスク階級 (it) では、zona 3 (sismicità bassa) に分類される。

## 行政

### 分離集落
グリジニャーノ・ディ・ゾッコには、以下の分離集落（フラツィオーネ）がある。
- Barbano, Poiana di Granfion